# Дуляпино
Дуля́пино — село (с 1938 до 2003 гг. — посёлок городского типа) в Фурмановском районе Ивановской области России. Входит в Дуляпинское сельское поселение.

## География
Расположено на реке Галка, притоке Лепши. Ближайшая железнодорожная станция (Малаховская) находится в 7 км на линии Иваново — Ярославль. Расстояние до районного центра (город Фурманов) — 22 км.

## История
Каменная Успенская церковь в селе с колокольней была построена как часовня в 1883 году по проекту гражданского инженера А.Олевинского. Позже к ней пристроены трапезная и алтарь.
В конце XIX — начале XX века село входило в состав Кулиго-Марьинской волости Нерехтского уезда Костромской губернии, с 1918 года — в составе Середского уезда Иваново-Вознесенской губернии.
С 1929 года село входило в состав Иванцевского сельсовета Середского района Ивановской области, в 1938 году село преобразовано в посёлок городского типа. С 2003 года Дуляпино — сельский населённый пункт, с 2005 года — центр Дуляпинского сельского поселения.

## Население
| 1872  | 1897  | 1907 | 1939  | 1979  | 1989  | 2002  |
| ----- | ----- | ---- | ----- | ----- | ----- | ----- |
| 162   | ↘161  | ↗168 | ↗1404 | ↗2232 | ↘1996 | ↘1507 |
| 2010  | 2015  |      |       |       |       |       |
| ↘1285 | ↘1261 |      |       |       |       |       |

## Экономика
Основным предприятием является ООО «Амелия-Текс» (реорганизованная фабрика «Красный Дуляпинец»), выпускающее медицинскую марлю. В настоящее время прекратило работу по причинам недостатка людских ресурсов (недостаточно работоспособных лиц).
Несколько лет назад закрылось лесодобывающее предприятие. Прекратил существование откормочный совхоз по причине отсутствия людских ресурсов и безответственного руководства.
Средняя школа была урезана до 9-летнего образования по той-же причине — нехватка лиц школьного возраста. При этом детям старшего возраста для продолжения обучения в школе приходится ездить в районный центр на школьном автобусе.
Медицинская помощь оказывается в офисе врача общей практики (в здании пристройки к бывшей местной поликлиники).   На ноябрь 2019 года постоянный врач  отсутствует больше года, терапевт приезжает 1 раз в неделю из райцентра, педиатр крайне нерегулярно.  Стационар закрыт несколько лет назад, на год позже прекратил работу работавший  в помещении стационара  аптечный пункт.
Осталось 3 частных магазина, но ассортимент во всех них крайне скуден.
Банно-прачечное направление несколько лет назад закрыто.
Автобусное сообщение с районным центром — г. Фурманов сокращено до двух рейсов в сутки.
Сеть дорог от уровня улучшенных (имеющих асфальтовое покрытие) нисходит к уровню разбитых проселочных.

## Достопримечательности
В селе имеется восстановленная Церковь Успения Пресвятой Богородицы с небольшим приходом.

## Галерея

Фабрика
Магазин
Часовня
Одна из улиц